# 阿津賀志山の戦い
阿津賀志山の戦い（あつかしやまのたたかい）は、文治5年（1189年）に鎌倉幕府創設期の源頼朝軍と、迎え撃つ奥州藤原氏の軍が陸奥国阿津賀志山（厚樫山、現福島県伊達郡国見町辺り）で戦った合戦である。

## 概要

### 背景
源義経を自害させて鎌倉幕府との和平の意思を示した藤原泰衡だが、鎌倉幕府による全国統治を進める源頼朝は、文治5年（1189年）に奥州藤原氏の討伐のため鎌倉を出立する。

### 両軍の兵力と編成、対峙
軍勢は3分割し、頼朝の大手軍は鎌倉街道中路から下野国を経て奥州方面へ、千葉常胤・八田知家の東海道軍は常陸国や下総国の武士団とともに岩城岩崎方面へ、比企能員・宇佐美実政の北陸道軍は越後国から日本海沿いを出羽国方面へそれぞれ進攻した。『吾妻鏡』7月19日条によれば、大手軍は騎馬武者では先陣の畠山重忠はじめ一千騎を従えたとされ、歩兵や輸送要員を加え、さらに道中では各地の豪族を加え、推定される総勢は25,000以上の兵力だったと思われる。
一方奥州軍は、防衛線を伊達郡と刈田郡（宮城県白石市）の境として、厚樫山山麓から阿武隈川に至る長大な堀に阿武隈川の水を引いて、総延長3kmに及ぶ三重の防塁で大要塞を築く（阿津賀志山防塁）。

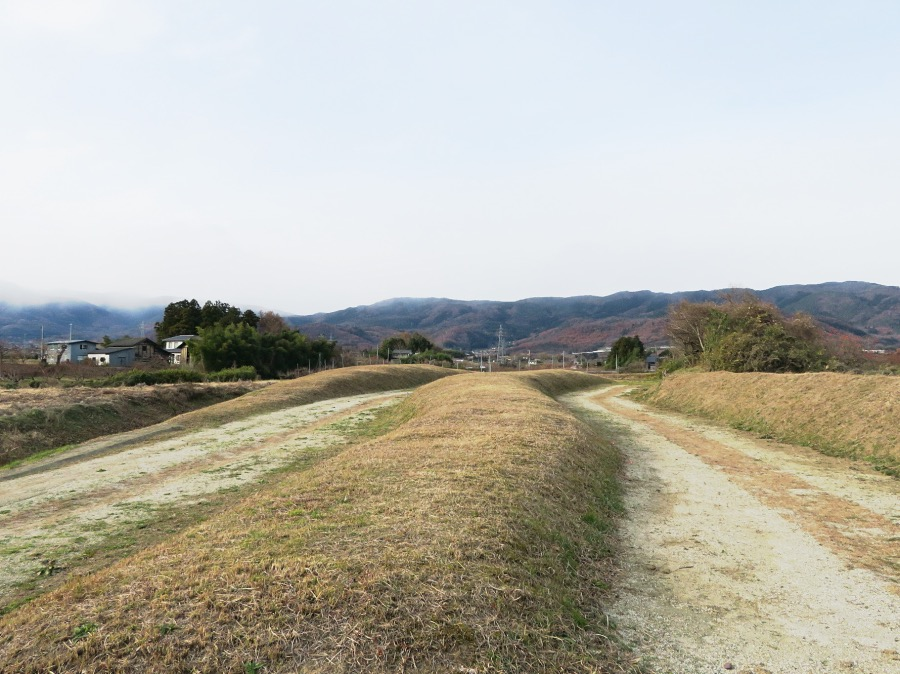
現代の阿津賀志山防塁

総大将は泰衡の異母兄藤原国衡で、金剛別当秀綱以下二万の兵を配備して迎撃態勢を取った。泰衡は陸奥国国分原鞭楯（現仙台市宮城野区・榴岡公園辺りと推定される）に本陣を置き、名取川、広瀬川などの川底に縄を巡らせ、要所に兵を配置するほか、田川行文・秋田致文を出羽国に派遣して出羽方面の指揮を統括させ、鎌倉軍の来襲に備えた。

### 奥州軍の敗北
8月7日の夜に頼朝は明朝の攻撃を命じ、畠山重忠は率いてきた人夫80名に用意していた鋤鍬で土砂を運ばせて堀を埋めた。8日の卯の刻（午前6時頃）、畠山重忠らの先陣は、金剛別当秀綱の率いる数千騎と戦端を開き、巳の刻（午前10時頃）に秀綱は大木戸に退却した。
また、石那坂の戦い では伊佐為宗が信夫庄司佐藤基治（佐藤継信・佐藤忠信の父）を打ち破り、その首を阿津賀志山の上の経岡に晒した。
10日、畠山重忠・小山朝政らの本軍は大木戸に総攻撃を行った。奥州軍の抵抗は激しく、戦いの声は山谷に響き渡り郷村を動かすようであったという。激戦が続く中、紀権守、芳賀次郎大夫ら七名が鳥取越（現小坂峠）から迂回して国衡軍の後陣を奇襲する。奥州軍は混乱に陥り、金剛別当秀綱、子息の下須房太郎秀方が戦死（享年13）して潰走した。出羽方面に脱出しようとした国衡は、追撃した和田義盛に討たれた。根無藤の城郭でも両軍の激しい攻防が繰り広げられたが、大将軍の金十郎が戦死すると勝敗が決した。自軍の大敗を知った泰衡は多賀城から平泉方面へ退却した。

## 後日談
この戦いにより奥州藤原氏は大打撃を受けて、奥州合戦の大勢は決した。以後、奥州藤原氏に大規模な会戦を行う余力はなくなり、散発的抵抗は続くものの、多賀城、多加波々城を防衛できず、22日には本拠地の平泉が陥落して滅亡することになる。そして泰衡は9月3日に数代の郎党である河田次郎の裏切りで殺害され、奥州藤原氏は滅亡した。12月には泰衡の家臣であった大河兼任が主君の仇として挙兵し鎌倉軍を悩ませた（大河兼任の乱）。この反乱は翌年3月に鎮圧され、約10年にわたる争乱が終息し、頼朝による武家政権確立に向けた準備がほぼ整うことになる。